# Anselm Feuerbach
Anselm Feuerbach (ur. 12 września 1829 w Spirze, zm. 4 stycznia 1880 w Wenecji) – niemiecki malarz, przedstawiciel klasycyzmu.

## Życiorys
Był synem dobrze znanego archeologa Josepha Feuerbacha i wnukiem prawnika Paula Johanna Anselma von Feuerbacha. Uczył się w Düsseldorfie i Monachium, później studiował w Antwerpii i Paryżu. Jego nauczycielem był Thomas Couture. W latach 1855–1873 mieszkał i pracował w Rzymie. W 1873 wyjechał do Wiednia, gdzie otrzymał posadę profesora historii malarstwa w Akademii Sztuk Pięknych. Trzy lata później namalował plafon w Akademii przedstawiający Upadek Tytanów. Dzieło spotkało się z ostrą krytyką, a rozżalony malarz opuścił wówczas Wiedeń, by do końca życia mieszkać we Włoszech.
Anselm Feuerbach malował obrazy o tematyce historycznej i antycznej, duży wpływ na jego sztukę mieli wielcy malarze weneccy Tycjan i Tiepolo. Artysta napisał książkę pt. Ein Vermächtnis, w której poddał analizie swoje prace i jednocześnie narzekał na brak zrozumienia ze strony krytyki.